# Beyssac
Beyssac è un comune francese di 716 abitanti situato nel dipartimento della Corrèze nella regione della Nuova Aquitania.
Fu il luogo di nascita di Étienne Aubert (1282 o 1295–1362), poi noto come Papa Innocenzo VI.

## Società

### Evoluzione demografica
Abitanti censiti